# Welf I (książę Bawarii)
Welf I (często także określany jako Welf IV), (ur. 1030/1040, zm. 9 listopada 1101 w Pafos) – książę Bawarii w latach 1070–1077 i ponownie od 1096, protoplasta młodszej linii dynastii Welfów.

## Życiorys
Welf był najstarszym synem Alberta Azzona II z Este oraz Kunegundy z Altdorfu. Po bezpotomnej śmierci w 1055 księcia Karyntii Welfa III został wezwany z Italii do południowych Niemiec przez swą babkę ze strony matki, Ermentrudę, matkę zmarłego. Przejął jego dobra, mimo że Welf III zamierzał przekazać je klasztorowi Altdorf. Stał się w ten sposób kontynuatorem starszej linii i pierwszym przedstawicielem młodszej linii dynastii Welfów.
Ożenił się z córką księcia Bawarii Ottona II z Northeimu Etelindą, jednak odesłał ją do ojca w 1070 po tym, jak Otton popadł w niełaskę króla Niemiec Henryka IV Salickiego. W grudniu tego samego roku otrzymał od króla tytuł księcia Bawarii odebrany Ottonowi. W 1074 doszło do napięć między Welfem a Henrykiem spowodowanych obietnicą złożoną przez tego ostatniego Ottonowi, że odda mu Bawarię z powrotem. Mimo to w 1075 Welf stał po stronie Henryka w bitwie nad Unstrutą. Jednak wkrótce Welf znalazł się w szeregach antykrólewskiej opozycji: w sporze o inwestyturę opowiedział się po stronie papieża Grzegorza VII, a w 1077 uczestniczył w wyborze na króla Rudolfa z Rheinfelden. Jednak został zmuszony do ucieczki, Henryk IV w maju tego roku pozbawił go tytułu księcia Bawarii i sam objął tam rządy, a jego stronnicy spustoszyli także szwabskie dobra Welfa.
Mimo utraty Bawarii Welf pozostawał aktywnym i znaczącym przedstawicielem opozycji antykrólewskiej. Uczestniczył w wojnie prowadzonej ze stronnikami Henryka w południowych Niemczech (m.in. trzykrotnie zdobywał Augsburg), blokował przejście króla przez przełęcze alpejskie. Po śmierci Rudolfa był rozważany jako papieski kandydat do tronu niemieckiego; antykrólem został Herman z Salm, którego Welf wspierał. Związki Welfa z papieżem umocniło małżeństwo syna Welfa, Welfa II (V) z Matyldą, margrabiną Toskanii i Canossy. Jednak w połowie lat 90. XI w. to małżeństwo się rozpadło, a Welf dzięki pośrednictwu swego ojca pogodził się z Henrykiem IV, dzięki czemu w 1096 odzyskał księstwo Bawarii. Po śmierci ojca próbował przejąć dobra rodowe w Italii, czemu sprzeciwili się jego bracia przyrodni Hugon i Fulko. Powiększał swoje posiadłości w południowych Niemczech.
W kwietniu 1101 Welf wyruszył do Jerozolimy, jako jeden z wodzów tzw. krucjaty 1101 roku. W orszaku Welfa podążał m.in. arcybiskup Salzburga Thiemo oraz Ida, wdowa po margrabim Austrii Leopoldzie II Pięknym. Swoje siły po drodze połączył z oddziałami księcia Akwitanii Wilhelma IX Trubadura oraz Hugona z Vermandois. Oddział został rozgromiony pod Herakleą przez Kilidża Arslana I, Welf z resztkami swego hufca zdołał dotrzeć do Antiochii.
Zmarł w drodze powrotnej do Europy w listopadzie 1101 na Cyprze.

## Rodzina
Przed 1070 Welf poślubił córkę księcia Bawarii Ottona II z Northeimu. Było to bezdzietne małżeństwo, rozwiązane w 1070. Wkrótce potem Welf ożenił się z Judytą (zmarłą w 1094), córką hrabiego Flandrii Baldwina IV i wdowę po poległym w 1066 earlu Northumbrii Tostigu, bracie króla Anglii Harolda II. Z tego związku pochodziło troje dzieci:
- Welf II (V) (ok. 1073–1120), następca ojca jako książę Bawarii,
- Henryk IX Czarny (ok. 1074–1126), następca swego brata jako książę Bawarii,
- Kunizza, żona Fryderyka z Reichenhallu.